# Daniel Pliński

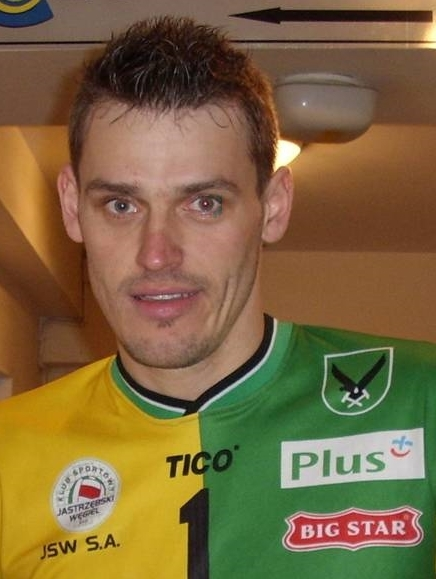
Daniel Pliński zawodnikiem Jastrzębskiego Węgla

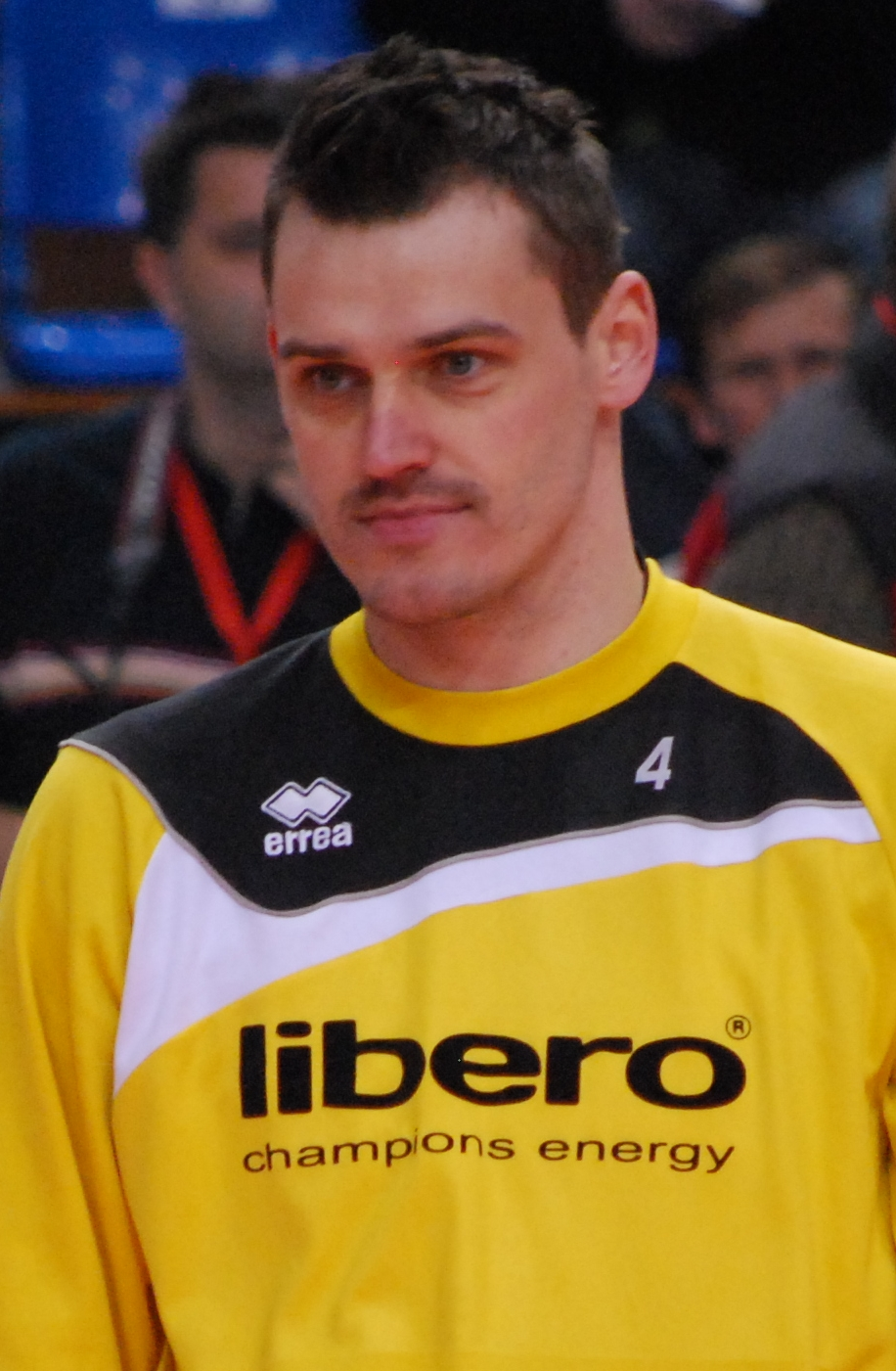
Daniel Pliński zawodnikiem PGE Skry Bełchatów w sezonie 2009/2010

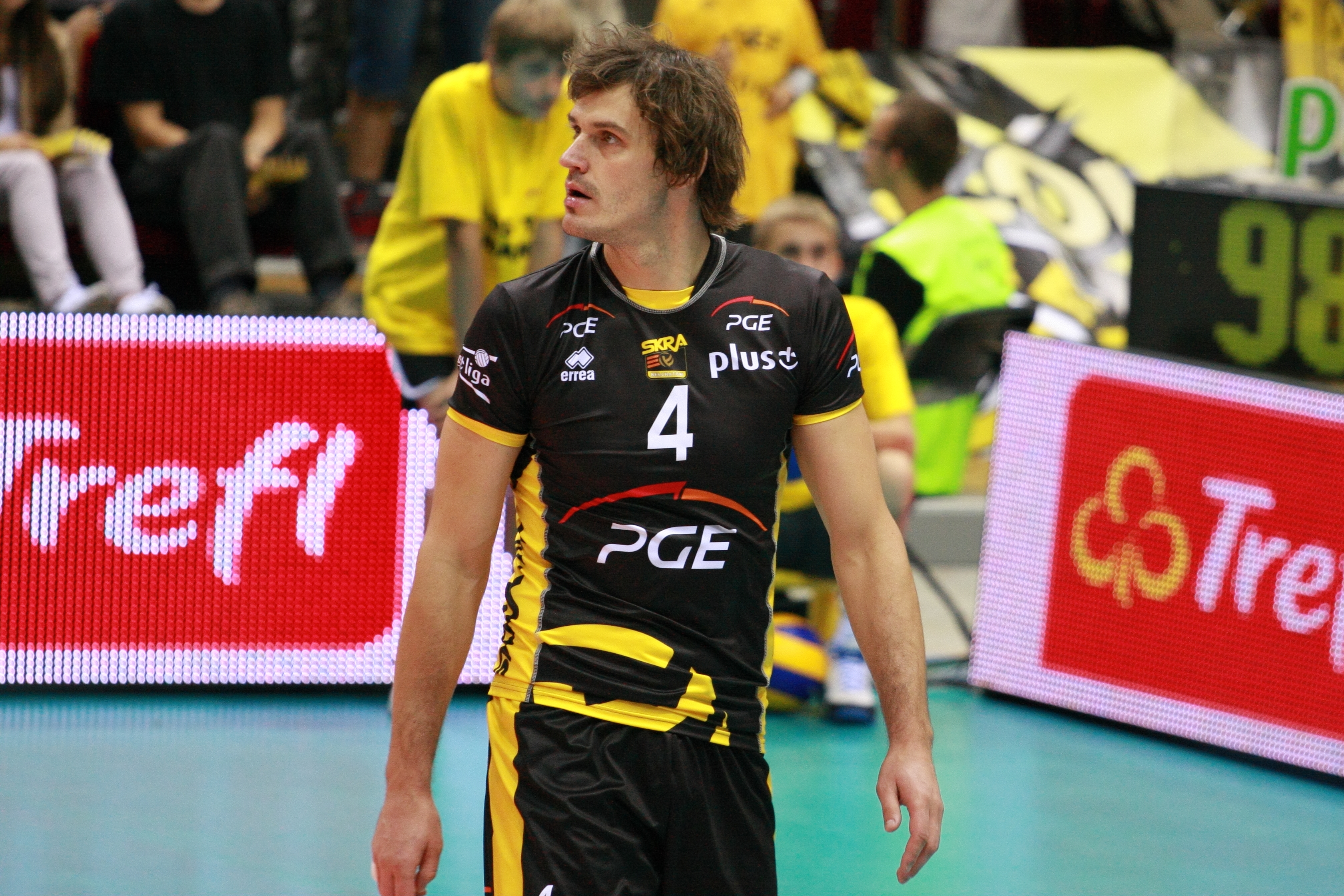
Daniel Pliński zawodnikiem PGE Skry Bełchatów w sezonie 2011/2012

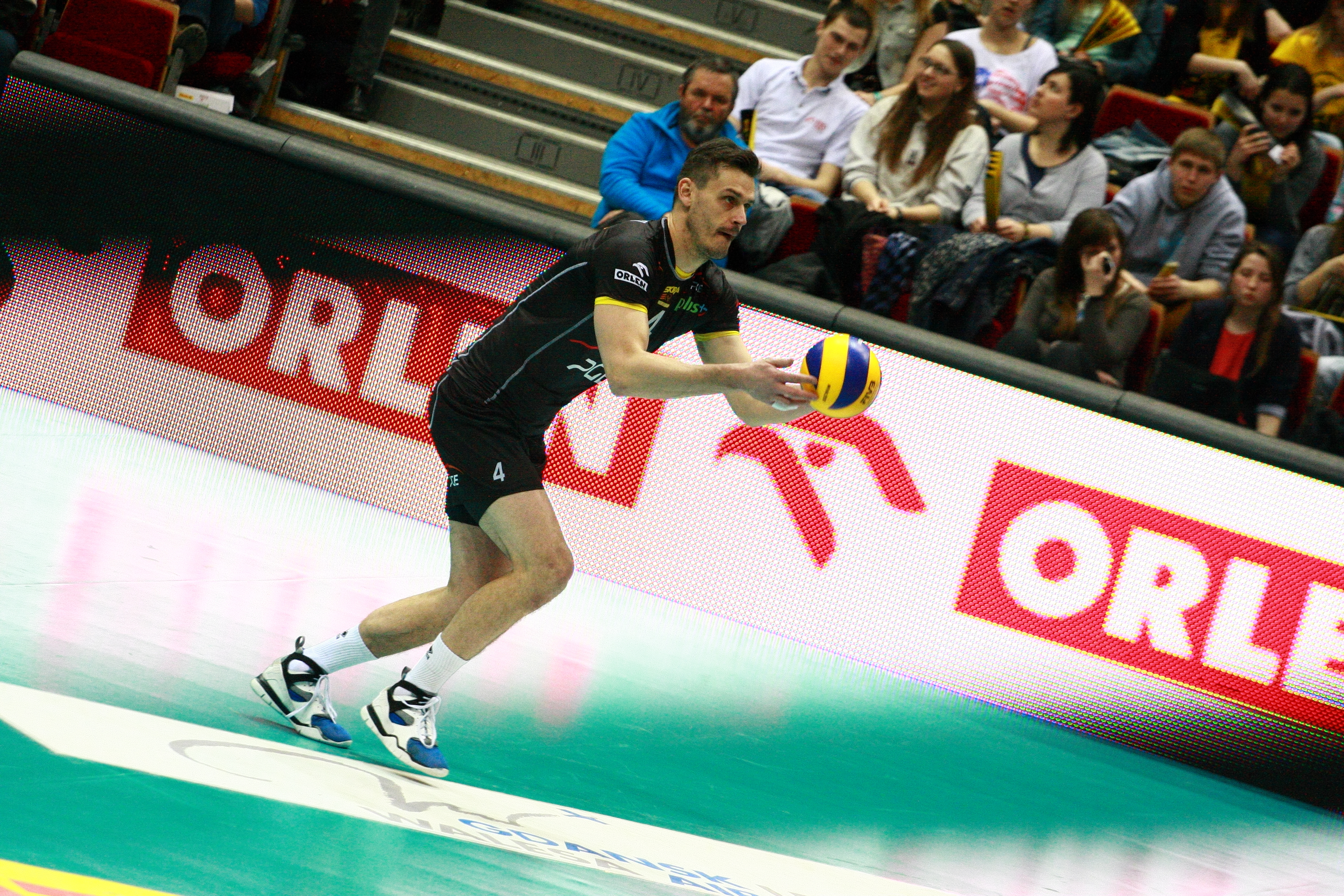
Daniel Pliński zawodnikiem PGE Skry Bełchatów w sezonie 2012/2013

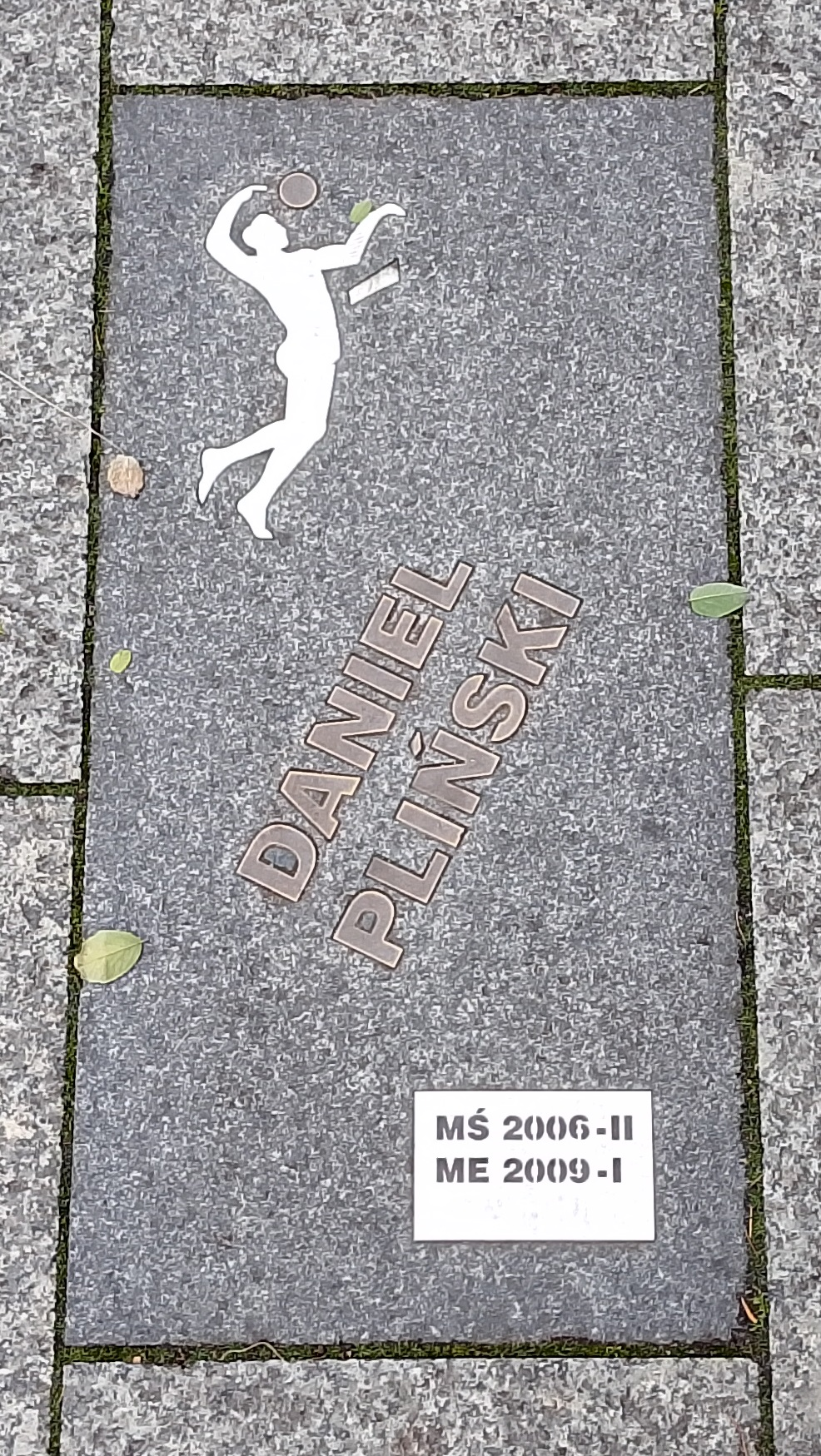
Tablica w Siatkarskiej Alei Gwiazd w Bełchatowie

Daniel Mateusz Pliński (ur. 10 grudnia 1978 w Pucku) – polski siatkarz, reprezentant Polski, grający na pozycji środkowego. Po sezonie 2017/2018 zakończył sportową karierę.
W sezonie 2018/2019 został piłkarzem Zatoki 95 Puck, występującej w gdańskiej klasie A. 
We wrześniu 2024 roku podczas powodzi w południowo-zachodniej Polsce w Nysie umacniał wały wraz ze sztabem szkoleniowym PSG Stali Nysa.

## Życie prywatne
W dzieciństwie jego mama pracowała w rozdzielni gazet, a tata głównie pracował w spółce energetycznej. Żonaty z Martą, mają dwie córki: Julię (18) i Lenę (12). Ma 5 sióstr: Wiolettę, Iwonę, Lidię, Jadwigę i Dominikę. Starsi bracia Piotr, Tomasz, Jarosław i Wiesław grali w piłkę ręczną w rozgrywkach A-klasowych. Natomiast jego młodszy brat Witold był pilkarzem, grającym w klubach w II lidze, z którym grał w parze w siatkówkę plażową.

## Kariera klubowa
Zanim został zawodowym siatkarzem, próbował swoich sił w różnych dyscyplinach, w piłce nożnej i żeglarstwie. Karierę siatkarską rozpoczynał w rodzimym mieście w klubie Korab Puck. W 2000 z drużyną Stolarka Wołomin awansował do Polskiej Ligi Siatkówki, dzięki czemu w kolejnym sezonie zadebiutował w najwyższej klasie ligowej. Następnie był zawodnikiem Polskiej Energii Sosnowiec, z którą 2-krotnie zdobył Puchar Polski (2003, 2004). Kolejne sukcesy osiągnął z drużyną Jastrzębskiego Węgla, wywalczając 2-krotnie tytuł wicemistrza Polski (2006, 2007). W latach 2007–2014 występował w zespole PGE Skry Bełchatów. W ciągu swojej 7-letniej gry w bełchatowskiej drużynie zdobył 5 tytułów mistrza Polski (2008, 2009, 2010, 2011, 2014), trzy razy Puchar Polski (2009, 2011, 2012), 2. miejsce w Lidze Mistrzów (2012) i dwa razy srebro w Klubowych Mistrzostwach Świata (2009, 2010). W 2014 został kapitanem zespołu Czarnych Radom.

### Sukcesy klubowe
Puchar Polski:
- 2003, 2004, 2009, 2011, 2012

Mistrzostwo Polski:
- 2008, 2009, 2010, 2011, 2014
- 2006, 2007, 2012

Liga Mistrzów:
- 2012
- 2008, 2010

Klubowe Mistrzostwa Świata:
- 2009, 2010
- 2012

Superpuchar Polski:
- 2012

## Kariera reprezentacyjna
W reprezentacji kraju rozegrał 142 mecze. Jest wicemistrzem świata (Japonia 2006), mistrzem Europy z Turcji (2009), a także olimpijczykiem z Pekinu (2008), gdzie z Polską awansował do ćwierćfinału. Za sukcesy z drużyną narodową został odznaczony Krzyżem Kawalerskim Orderu Odrodzenia Polski i Złotym Krzyżem Zasługi. Ponadto jest 3-krotnym mistrzem Polski w siatkówce plażowej (2002, 2003, 2004).

### Sukcesy reprezentacyjne
Mistrzostwa Świata:
- 2006

Mistrzostwa Europy:
- 2009

### Nagrody indywidualne
- 2009: Najlepszy blokujący turnieju finałowego Pucharu Polski

## Kariera trenerska

### Sukcesy reprezentacyjne
Mistrzostwa Świata Juniorów:
- 2021

Mistrzostwa Europy U-22:
- 2022[10]

## Ordery i odznaczenia
- Krzyż Kawalerski Orderu Odrodzenia Polski (2009)[11]

## Statystyki zawodnika
| Impreza                                   | Punkty z ataku | Punkty z bloku | Asy serwisowe | Suma |
| Liga Światowa 2005                        |                | 1              |               | 1    |
| Liga Światowa 2006                        | 61             | 17             | 5             | 83   |
| Mistrzostwa Świata 2006                   | 55             | 28             | 1             | 84   |
| Liga Światowa 2007                        | 69             | 33             | 2             | 104  |
| Kwalifikacje do Igrzysk Olimpijskich 2008 | 11             | 9              |               | 20   |
| Liga Światowa 2008                        | 54             | 21             | 4             | 79   |
| Igrzyska Olimpijskie 2008                 | 24             | 10             | 1             | 35   |
| Kwalifikacje do Mistrzostw Świata 2010    | 21             | 10             | 1             | 32   |
| Puchar Wielkich Mistrzów 2009             | 17             | 6              | 2             | 25   |
| Liga Światowa 2010                        | 18             | 13             | 5             | 36   |

## Polityka
W wyborach samorządowych w 2018 został wybrany na radnego miasta Puck z ramienia komitetu burmistrz Hanny Pruchniewskiej, uzyskując niemal 85% poparcia w swoim okręgu. 